# Indianapolis Grand Prix 1960
Indianapolis Grand Prix 1960 var Indianapolis 500-loppet 1960 och det tredje av tio lopp ingående i formel 1-VM 1960.  

## Resultat
1. Jim Rathmann, Ken-Paul Inc (Watson-Offenhauser), 8 poäng
2. Rodger Ward, Leader Cards Inc (Watson-Offenhauser), 6
3. Paul Goldsmith, Norman C Demler (Epperly-Offenhauser), 4
4. Don Branson, Bob Estes (Phillips-Offenhauser), 3
5. Johnny Thomson, Racing Associates (Lesovsky-Offenhauser), 2
6. Eddie Johnson, Jim Robbins (Trevis-Offenhauser), 1
7. Lloyd Ruby, J C Agajanian (Watson-Offenhauser)
8. Bob Veith, Peter Schmidt (Meskowski-Offenhauser)
9. Bud Tingelstad, Jim Robbins (Trevis-Offenhauser)
10. Bob Christie, Federal Auto Associates (Kurtis Kraft-Offenhauser)
11. Red Amick, Leonard A Faas (Epperly-Offenhauser)
12. Duane Carter, J Ensley & S Murphy (Kuzma-Offenhauser)
13. Bill Homeier, Norman Hall (Kuzma-Offenhauser)
14. Gene Hartley, Chapman S Root (Kurtis Kraft-Offenhauser)
15. Chuck Stevenson, Leader Cards Inc (Watson-Offenhauser)
16. Bobby Grim, William P Forbes (Meskowski-Offenhauser)

### Förare som bröt loppet
- Shorty Templeman, Federal Auto Associates (Kurtis Kraft-Offenhauser) (varv 191, koppling)
- Jim Hurtubise, Ernest L Ruiz (Christensen-Offenhauser) (185, motor)
- Jimmy Bryan, George Salih (Epperly-Offenhauser) (152, bränslesystem)
- Troy Ruttman, John Zink (Watson-Offenhauser) (134, drivaxel)
- Eddie Sachs, Dean Van Lines (Ewing-Offenhauser) (132, tändfördelare)
- Don Freeland, Racing Associates (Kurtis Kraft-Offenhauser) (129, tändfördelare)
- Tony Bettenhausen, Lindsey Hopkins (Watson-Offenhauser) (125, motor)
- Wayne Weiler, Ansted Rotary Corp (Epperly-Offenhauser) (103, olycka)
- A.J. Foyt, Bignotti-Bowes Racing (Kurtis Kraft-Offenhauser) (90, koppling)
- Eddie Russo, C O Prather (Kurtis Kraft-Offenhauser) (90, olycka)
- Johnny Boyd, Bignotti-Bowes Racing (Epperly-Offenhauser) (77, motor)
- Gene Force, Roy McKay (Kurtis Kraft-Offenhauser) (74, bromsar)
- Jim McWithey, Hoover Motor Express Inc (Epperly-Offenhauser) (60, bromsar)
- Len Sutton, Pete Salemi (Watson-Offenhauser) (47, motor)
- Dick Rathmann, Jim Robbins (Watson-Offenhauser) (42, bromsar)
- Al Herman, Joe Hunt (Ewing-Offenhauser) (34, koppling)
- Dempsey Wilson, J S Donaldson (Kurtis Kraft-Offenhauser) (11, tändfördelare)